# Joseph Oyanga
Joseph Oyanga (* 28. Februar 1936 in Omoro; † 21. Juli 2018) war ein ugandischer Geistlicher und römisch-katholischer Bischof von Lira.

## Leben
Joseph Oyanga empfing nach seiner philosophischen und theologischen Ausbildung am 15. Mai 1963 die Priesterweihe.
Papst Johannes Paul II. ernannte ihn am 4. Juli 1989 zum Bischof von Lira. Die Bischofsweihe spendete ihm der Erzbischof von Kampala, Emmanuel Kiwanuka Kardinal Nsubuga, am 1. Oktober desselben Jahres; Mitkonsekratoren waren James Odongo, Bischof von Tororo, und Erasmus Desiderius Wandera, Bischof von Soroti.
Am 2. Dezember 2003 nahm Johannes Paul II. seinen vorzeitigen Rücktritt an.